# Rawal Jaisal
Rawal Jaisal Bhati (1113-1168) est le fondateur et le premier dirigeant du royaume de Jaisalmer (en), sur lequel il a régné de 1156 à 1168. 
Jaisal est un chef Rajput du clan Bhati qui a vécu au XIIe siècle. Jaisal est arrivé au pouvoir en 1143 en battant son neveu, Rawal Bhojdeo de Lodhruva, au combat et en s'emparant de la position de son neveu en tant que « rawal »,. En 1156, Jaisal fonde la ville de Jaisalmer et devient le rawal du royaume de Jaisalmer (en). Les descendants de Jaisal ont gouverné Jaisalmer sous le nom de Rawal, puis sous le nom de Maharawal, jusqu'à l'indépendance de l'Inde en 1947. On prétend également que Jaisal est l'ancêtre de la dynastie Phulkian et d'autres familles et individus notables,.

## Ascendance
Jaisal a fait remonter sa descendance à Rao Bhati, un monarque hindou du IIIe siècle et l'ancêtre commun du clan Bhati Rajput. Le premier monarque de la lignée de Singh à porter le titre de Rawal est Devraj de Lodhran, son ancêtre, au IXe siècle. Devraj a construit le fort de Derawar dans l'actuel district de Bahawalpur, au Pendjab (Pakistan).
Les Bhatis de Jaisalmer appartenaient au clan Yadava des Rajputs,. Ils seraient originaires de Mathura par un ancêtre commun nommé Rao Bhati, un descendant de Pradyumna,. Selon le Nainsi ri Khyat du XVIIe siècle, les Bhatis, après avoir perdu Mathura, se sont déplacés vers Bhatner dans la jungle de Lakhi, puis vers d'autres endroits de Inde de l'Ouest et du nord-ouest du pays, y compris le Pendjab. Rao Bhati a conquis et annexé des territoires appartenant à 14 princes du Pendjab, y compris la région de ce qui est aujourd'hui Lahore,. On lui attribue également la création de la ville moderne de Bathinda dans la région de la jungle de Lakhi au IIIe siècle.

### Ascendance mythologique
Jaisal et ses descendants revendiquent également une descendance directe de Yadu, un roi hindou mythologique qui, selon les textes mythologiques hindous, a fondé la branche de la dynastie Yadu de la légendaire dynastie lunaire,,.

## Jeunesse et ascension au pouvoir
Rawal Jaisal naît en 1113. Son père, Dusaj, était le rawal de Lodhruva. Après la mort de Dusaj, son frère cadet Bijai Rai II est nommé rawal, évinçant Jaisal et son autre frère aîné. Bijai Rai II épouse la fille du roi Jayasimha Siddharaja de la dynastie Chaulukya, et leur fils, Bhojdeo, succède à son père sous le nom de Rawal en 1143. La même année, Jaisal commence à conspirer contre son neveu Bhojdeo ; cependant, la garde personnelle de Bhojdeo, composée de 500 guerriers Chaulukya, rendit impossible à Jaisal Singh d'attaquer son neveu. Jaisal s'allie ensuite à la dynastie islamique persane des Ghorides, qui fourni les forces dont Jaisal avait besoin pour attaquer Bhojdeo et sa capitale Lodhruva. En 1143, Singh, avec l'aide des forces de la dynastie Ghurid, met à sac Lodhruva et Bhojdeo meurt au combat. En 1143, Jaisal Singh devient le rawal. Cependant, Jaisal déplacera plus tard sa capitale de Lodhruva car il trouve la région mal défendue.

## Fondation de Jaisalmer

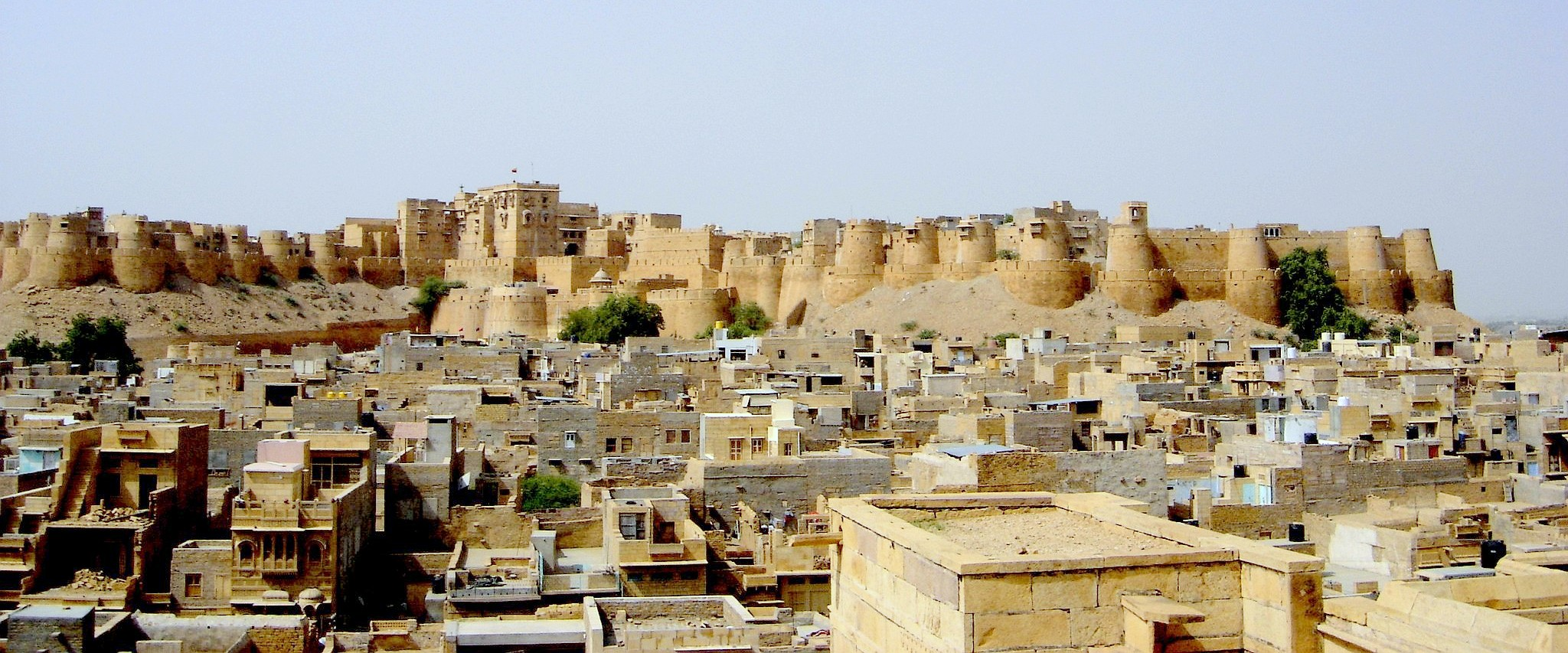
Le fort de Jaisalmer en 2005. La construction du fort commence en 1156 par Rawal Jaisal et s'achève en 1171, trois ans après sa mort.

En 1156, Jaisal fonde la ville de Jaisalmer et le royaume de Jaisalmer (en). Il commence également la construction du fort en 1156. Jaisal rencontre cette année-là un ermite nommé Eesaal, qui lui raconte une légende de l'épopée hindoue, le Mahabharata,. Eesaal dit à Jaisal que la divinité hindoue Krishna, pendant la guerre de Kurukshetra, a erré dans le désert avec le Pandava Arjuna et a prophétisé qu'une citadelle serait fondée par un descendant de la dynastie Yadu au sommet de la colline Trikuta, une colline désertique à trois pics dans ce qui est aujourd'hui la ville moderne de Jaisalmer,.
Après avoir entendu la légende, Jaisal décide de construire un fort à cet endroit et commence la construction du fort de Jaisalmer en 1156,. Le nom de la ville de Jaisalmer et de son fort est une combinaison du nom de Jaisal et du mont Meru, une montagne sacrée dans la cosmologie hindoue, jaïne et bouddhiste. Jaisal choisit également la colline de Trikuta pour l'emplacement du fort de Jaisalmer car elle offrait une protection contre d'autres rivaux Bhati Rajput et les musulmans qui avaient commencé à faire des incursions dans le désert du Thar. La construction du fort de Jaisalmer est achevée en 1171, trois ans après la mort de Jaisal.

## Décès et succession
Jaisal meurt en 1168 et est remplacé sous le nom de Rawal par son fils, Salbahan II (alias Rawal Shalivahan Singh II). La construction du fort de Jaislamer est achevée sous Salbahan II.

## Héritage
Rawal Jaisal est le fondateur du royaume de Jaisalmer (en), qui devient en 1818 l'État de Jaisalmer, un État princier de l'Inde britannique. Les descendants de Jaisal, qui ont régné sur le royaume de Jaisalmer et l'État de Jaisalmer, ont détenu le titre de Rawal jusqu'en 1661, après quoi le titre du souverain est devenu Maharawal,. Ses autres descendants directs ont migré vers la région qui est devenue le Pendjab, l'Haryana et le Pakistan actuels. Jaisal est également considéré comme l'ancêtre des familles royales de Patiala, Nabha, Jînd, Kapurthala et Faridkot,,. Les descendants de Jaisal qui possédaient des titres royaux les ont conservés jusqu'en 1971, date à laquelle ils ont été abolis en Inde par le 26e amendement à la Constitution de l'Inde.

## Lectures complémentaires
- (en) Antonio Martinelli et George Michell, The Palaces of Rajasthan, London, Frances Lincoln, 2005, 270 p. (ISBN 978-0-7112-2505-3)
- Antonio Martinelli et George Michell, Palais du Rajasthan, Citadelles & Mazenod, 2005, 270 p. (ISBN 2850882143 et 978-2850882142)
- (en) Roland Beny et Sylvia A. Matheson, Rajasthan - Land of Kings, London, Frederick Muller, 1984, 200 p. (ISBN 0-584-95061-6)